# Вернер Годель
Вернер Годель (нім. Werner Hodel, нар. 1951) — німецький автор настільних ігор, найбільш відомий своєю грою Mississippi Queen, яка в 1997 році отримала нагороду Spiel des Jahres.

## Біографія
Вернер Годель до виходу на пенсію у 2014 році працював учителем математики та фізики в Альберт-Швейцер-Гімназії в Крайльсгаймі, Баден-Вюртемберг. Як хобі він розробляв настільні ігри, створюючи прості ігрові механіки. Його перша гра, Erste Hilfe («Перша допомога»), була створена для місцевої секції Німецького Червоного Хреста, де Годель обіймав посаду керівника. Гра була видана обмеженим накладом у 550 примірників і розповсюджувалася через організацію. Серед інших ранніх ігор Годеля — Quattrofort і Exagon, які, однак, не були опубліковані великими видавництвами. Для просування своїх ігор він заснував невелике видавництво Edition Malibu.
У 1995 році Годель посів третє місце на конкурсі авторів ігор, організованому клубом Hippodice Spieleclub e.V., із грою про гонки на надувних човнах Rafting. Це привернуло увагу Вольфганга Людтке з Goldsieber Spiele, який придбав прототип гри і разом із Годелем доопрацював його. На початку 1997 року гра була представлена на Нюрнберзькій виставці іграшок під назвою Mississippi Queen і видана видавництвом Goldsieber. Це стало першою значною публікацією Годеля у великому видавництві. У тому ж році гра отримала престижну нагороду Spiel des Jahres, а в 1998 році вийшло доповнення Mississippi Queen: The Black Rose.
Вернер Годель одружений і має дочку.

## Лудографія
- Quattrofort (Edition Malibu, 1985)
- Exagon (Edition Malibu, 1985)
- Erste Hilfe (Edition Malibu, 1985)
- Drift (Edition Malibu, 1986)
- Was ist mein Zoo ohne Tiere?! (Edition Malibu, 1987)
- 23 Reisespiele (Edition Malibu, 1987)
- Jetzt geht's rund (Spiel Spass Verlag, 2012)
- Mississippi Queen (Rio Grande Games, 1997; Goldsieber, 1997)
- Mississippi Queen: The Black Rose (Rio Grande Games, 1998; Goldsieber, 1998)
- Trau Dich! (spielbox, 2000)
- Drachentreppe (Gerhards Spiel und Design, 2024)